# جاست دانس 2014
جاست دانس 2014 (بالإنجليزية: Just Dance 2014)‏ ، هي لعبة فيديو من نوع استعراض الرقص، صدرت في شهر أكتوبر عام 2013م.

## مصدر
1. ↑  "Just Dance 2014 to be sold with Wii Remote Plus". Wii U Daily. مؤرشف من الأصل في 2016-03-04.